# Tinkerbell – Die Suche nach dem verlorenen Schatz
Tinker Bell – Die Suche nach dem verlorenen Schatz ist ein computeranimierter Direct-to-DVD-Film aus dem Jahr 2009, der von Disney produziert wurde. Der Film stellt die Fortsetzung des 2008 veröffentlichten Filmes Tinker Bell dar und basiert ebenso wie der Vorgänger auf den Charakteren des Kinderbuches Peter Pan von J. M. Barrie.

## Inhalt
Die Fee Tinker Bell wird auserwählt, das prachtvolle Herbst-Zepter zu entwerfen, welches nötig ist, um den kommenden Herbst einzuleiten. Denn dieses Jahr fällt der Herbstanfang auf die Nacht des blauen Mondes. Durch diesen Mond und den Mondstein, welcher auf die Spitze des Herbst-Zepters kommt, gewinnen die Feen blauen Feen-Staub. Dieser ist unglaublich wichtig für die Feen, denn er kann normalen Feen-Staub vervielfältigen.
Königin Clarion, der Herbstminister und Fee Mary übergeben daher Tinker Bell den Mondstein. Als dieser jedoch in einem unachtsamen Moment zu Bruch geht, muss sich die Fee auf eine abenteuerliche Suche nach einem Ersatz machen. Begleitet wird sie auf diesem Abenteuer von einem neuen Freund und lernt dabei den wahren Wert von Freundschaft.

## Synchronisation
Die deutsche Synchronisation entstand durch die FFS Film- & Fernseh-Synchron GmbH nach dem Dialogbuch von Marina Köhler, die auch Dialogregie führte.
| Rolle           | Englischer Sprecher  | Deutscher Sprecher   |
| --------------- | -------------------- | -------------------- |
| Tinker Bell     | Mae Whitman          | Gabrielle Pietermann |
| Terence         | Jesse McCartney      | Benedikt Weber       |
| Fee Mary        | Jane Horrocks        | Katrin Fröhlich      |
| Silberhauch     | Lucy Liu             | Maren Rainer         |
| Klara           | Raven-Symoné         | Stephanie Kellner    |
| Rosetta         | Kristin Chenoweth    | Sabine Bohlmann      |
| Emily           | Angela Bartys        | Shandra Schadt       |
| Königin Clarion | Anjelica Huston      | Dagmar Dempe         |
| Vidia           | Pamela Adlon         |                      |
| Bobble          | Rob Paulsen          | Mathias Rehrl        |
| Clank           | Jeff Bennett         | Mark Kuhn            |
| Lyria           | Grey DeLisle         | Edith Bässe          |
| Herbstminister  | John DiMaggio        | Reinhard Brock       |
| Kleiner Troll   | Jeff Bennett         | Lars Niedereichholz  |
| Großer Troll    | Rob Paulsen          | Ande Werner          |
| Fee Gary        | Jeff Bennett         | Ulf J. Söhmisch      |
| Blaze           | Eliza Pollack Zebert |                      |
| Erzählerin      | Grey DeLisle         | Marina Köhler        |
| Bolt/Stone      | Roger Craig Smith    | Mathias Kupfer       |
| Eule            | Rob Paulsen          | Michael Rüth         |
| Viola           | Grey DeLisle         | Katharina Berthold   |

## Musik
Die Musik des Films wurde wie bereits im vorangegangenen Film von Joel McNeely komponiert und von der Hollywood Studio Symphony eingespielt.
Der Soundtrack zum Film wurde am 22. September 2009 veröffentlicht und enthält neben Liedern aus dem Film auch zusätzliche, vom Film inspirierte Stücke, sowie den Titel Fly to Your Heart aus dem ersten Teil.
In der deutschen Version ist der Abspann mit Ein Freund, der zu dir steht von Maite Kelly versehen.